# Terellia pseudovirens
Terellia pseudovirens
 es una especie de insecto del género Terellia de la familia Tephritidae del orden Diptera. 
Erich Martin Hering la describió científicamente por primera vez en el año 1940.